# Tony Benn
Anthony Neil "Tony" Wedgwood Benn, född 3 april 1925 i stadsdelen Marylebone i London, död 14 mars 2014 i London, var en brittisk politiker och författare. Han var ledamot av parlamentet i 47 år mellan 1950 och 2001 och statsråd i Labour regeringarna under Harold Wilson och James Callaghan under 1960- och 1970-talen. Från början av 1980-talet blev han känd som en del av den yttersta vänstern inom Labour och var allmänt sett en viktig förespråkare för demokratisk socialism inom partiet. Han förespråkade även kristen socialism, fast han ansåg att stat och kyrka skulle vara separerad.
Han var under sitt liv en av de mest populära men även kontroversiella politikerna i Storbritannien. Benn stödde olika hbtq-rörelser.
Efter tiden som parlamentsledamot var Tony Benn profilerad motståndare mot krigen i Afghanistan och Irak.